# Кикн (сын Ареса)
Кикн (др.-греч. Κύκνος «лебедь») — персонаж древнегреческой мифологии. Сын Ареса и Пирены (либо сын Ареса и Пелопии). Иногда трактуются как два близких персонажа, существует несколько близких версий мифа и несколько локализаций места поединка с Гераклом.
Поединок Геракла и Кикна описан в приписанной Гесиоду поэме «Щит Геракла». Кикн женат на Фемистоное, дочери Кеика, Кеик похоронил его. Когда Геракл проходил мимо Итона (по дороге в Трахин), Кикн вызвал его на поединок, а Геракл убил его.
Ранее Кикн убил многих в единоборстве, включая фракийца Лика, но около реки Пеней был убит Гераклом. Или убит Гераклом у Анавра. Когда явился Арес и хотел отомстить за сына, Зевс бросил между ними молнию.
По другим рассказам, на погребальных играх по Пелию Кикн убил в бою с оружием Пила. Был неуязвим. Жил у реки Эхедора (Галикоса). По одному рассказу, у Итона в Фессалии вызвал на единоборство Геракла. Зевс, кинув между ними перун, прекратил борьбу. По Пиндару, Геракл не стал сражаться. Кикн отрубал головы чужестранцам, желая из голов соорудить храм Аполлону (либо украшал черепами храм Аресу). Когда между ним и Гераклом началась битва, Геракл бежал. Но, когда Кикн остался один, Геракл победил его.
Арес превратил погибшего сына в лебедя. Лебедь с Пенея воспевает Аполлона.